# Markus Bock
Markus Bock (* 13. Februar 1979 in Bamberg) ist ein deutscher Sportkletterer.
Markus Bock begann 1985 im nahegelegenen Klettergebiet Nördlicher Frankenjura. Bereits mit fünfzehn kletterte er mit „Fight Gravity“ seinen ersten Weg im achten UIAA-Grad. Zwei Jahre später konnte er mit „Burn 4 you“ seine erste Route im unteren elften Grad klettern. Im Jahr 1997 gelang ihm mit „Dr. Jekyll & Mr. Hyde“ seine erste Neutour im unteren elften Grad. Im Jahr 2005 wurde er der achte Wiederholer der Wolfgang Güllich Route Action Directe.
Markus Bock gelang im Jahr 2006 mit der Route Corona im Schwierigkeitsgrad 11/11+ (UIAA) im Klettergebiet Fränkische Schweiz eine der schwersten Kletterrouten des Nördlichen Frankenjura. Im gleichen Jahr gelang ihm die Wiederholung der Route „Shangri-La“ und er schaffte es zu dieser Zeit, alle Routen der UIAA-Grades 10 und schwerer in der Fränkischen Schweiz zu klettern. Dies waren damals über 170 Routen. Außer den Routen in der Fränkischen Schweiz wiederholte er auch schwere Routen in anderen Klettergebieten, so die Route „Biographie“ (8c+) in Céüse in Frankreich
oder „24h Party People“ (8c+) in Margalef in Spanien. Mit „Gossip“ (im Jahr 2002) und „Montecore“ (im Jahr 2005) gelangen ihm auch zwei Boulder im Grad Fb 8c, wobei Montecore mittlerweile von einigen namhaften Wiederholern mit 8B+ bewertet wird.
Markus Bock erlangte vor allem durch seine Begehungen am natürlichen Fels Bekanntheit, er konnte allerdings auch beim Wettkampfklettern Erfolge verbuchen: 1995 wurde er sowohl Deutscher Jugendmeister als auch Deutscher Vizemeister bei den Herren, 1996 gewann er die Jugendweltmeisterschaft in Moskau.
Im September 2020 kam es zu Kontroversen aufgrund einer gewaltsam entfernten Neutour („The last Dance“) am Schneiderloch (Ailsbachtal) im Frankenjura. Grund für die Entfernung war ein als zu gering eingestufter Abstand zu der Route „Burn4U“ deren Erstbegeher das „Alleinstellungsmerkmal“ dieser Route gefährdet sah. In einem Interview mit dem Klettermagazin La Crux erklärte Markus Bock, dass er die Route zwar nicht selbst entfernte, der Aktion des Erstbegehers aber beiwohnte und sie unterstütze. Als Argument hierfür führte er im Interview unter anderem mangelnden „Respekt“ vor „klassischen Routen“ auf. Im Zuge dieser Handlungen stellte die Gemeinde Ahorntal als Besitzerin des Grundstücks Anzeige wegen Sachbeschädigung.

## Erstbegehungen
Auswahl, alle in der Fränkischen Schweiz:
- „Dr. Jekyll & Mr. Hyde“, 11- (UIAA), 1998
- „St. Anger“, 11-/11 (UIAA), 2002
- „Vanquish“, 11-/11 (UIAA), 2002
- „Unplugged“, 11 (UIAA), 2002
- „Heiliger Gral“, 11 (UIAA), 2005
- „Corona“, 11/11+ (UIAA), 5. Oktober 2006
- „Zugzwang“, 11-/11 (UIAA), 14. August 2007
- „Odd Fellows“, 11- (UIAA), 15. September 2007
- „Long Road To Ruin“, 11-/11 (UIAA), 15. März 2008
- „Three Suns and one star“, 11-/11 (UIAA), 1. Mai 2008
- „The Essential“, 11 (UIAA), 13. Mai 2008
- „Life's Blood For The Downtrodden“, 11 (UIAA), 13. September 2008
- „The Man That Follows Hell“, 11 (UIAA), 4. Oktober 2009
- „Three Suns and one star“, 11-/11 (UIAA), 1. Mai 2008
- „Sever The Wicked Hand“, 11 (UIAA), Herbst 2011[8]
- „The elder statesman“, 11 (UIAA), 18. Juni 2011[9]
- „House of Shock“, 11-/11 (UIAA), 17. April 2012[10]
- „Becoming“, 11/11+ (UIAA), 4. Oktober 2014[11]